# Jhonnathan Marín
Jhonnathan Marín Sanguino (Caracas, 21 de noviembre de 1978) es abogado y exalcalde de la ciudad de Guanta, Venezuela.

## Biografía
Nació en Caracas, Venezuela, el martes 21 de noviembre de 1978. Es Hijo de Teodoro Marín y Dora Sanguino, siendo el segundo de tres hermanos: Jhonny José y Johanna del Valle. Su infancia transcurrió en la comunidad de Los Cocalitos.

### Estudios
Cursó los primeros grados de su etapa primaria en la Escuela Estadal Juan Vicente González, ubicada en el sector El Chaure de Guanta, mientras que la secundaria la inició en el Liceo Naval General de División José Antonio Anzoátegui, de la ciudad de Puerto Píritu, para culminarla en el Liceo Bolivariano Manuel Reyes Bravo de Guanta. 
Enseguida ingresa a la Universidad Santa María, núcleo Anzoátegui, de donde egresa como un profesional del derecho, además cuenta en su récord académico con un postgrado en Derecho Administrativo y 8.º semestre de ingeniería civil.

## Carrera política

### Alcalde de Guanta (2008 - 2017)
Jhonnathan incursiona en la vida política en 2002, en las filas del Movimiento Quinta República (MVR), organización política que fundó Hugo Chávez. Cuatro años más tarde, específicamente en 2008, luego de un proceso de elecciones internas del Partido Socialista Unido de Venezuela (PSUV), resulta candidato a la alcaldía del municipio autónomo de Guanta, en el proceso electoral del 23 de noviembre de dicho año, conocido como «Regionales 2008». La elección sería ganada por Jhonnathan Marín, quien logra obtener la victoria con 7 mil 821 votos, lo que representó el 58,44 % de los votos escrutados.
|  | 58,44% |

|  | 28,61% |

|  | 12,92% |

En diciembre de 2013, es reelegido para el segundo mandato como alcalde del municipio Guanta, sin embargo, renuncia en noviembre de 2017 por permanecer más de un mes fuera del país; según lo expresó en una carta, tomó la decisión por «el estado de salud de uno de sus hijos».
|  | 62,28% |

|  | 37,18% |

|  | 0,51% |

## Denuncias de corrupción

### Constructora Cuferca
El caso de la Constructora Cuferca, con ramificaciones en los Estados Unidos, República Dominicana y Panamá; ocurre a partir de 2009, cuando se le adjudica los contratos para la gasificación de las ciudades de Barcelona, Guanta y Puerto La Cruz; dando pie a iniciar contrataciones de mayor magnitud con PDVSA, en proyectos de la Faja del Orinoco.
Cuferca mantuvo una relación de negocios con el alcalde de Guanta, Jhonnathan Marín, la cual quedó demostrada en febrero y marzo de 2017, tras registrarse varios allanamientos, por una investigación en la adquisición de monoboyas para la industria petrolera de Venezuela, en los que hallaron contratos adjudicados por Petropiar, Petrocedeño y Petromonagas (empresas mixtas de la Faja Petrolífera del Orinoco), a compañías de la esposa de Marín.
En un allanamiento realizado en la vivienda de un primo de Pedro León (exjefe de la Faja Petrolífera del Orinoco), en la urbanización Guaraguao del estado Anzoátegui, perteneciente a PDVSA, se localizaron documentos de las empresas que habían sido del exalcalde Marín, y que se encontraban a nombre de su esposa, como la Cooperativa Simón Bolívar Hacia el Futuro. Al ser allanada la sede de esta supuesta cooperativa, se localizaron documentos que daban cuenta de la estrecha relación personal del alcalde y su esposa con el exdirector de la Faja del Orinoco, así como la existencia de negocios entre ellos. También otros documentos que relacionaron las empresas de la pareja Marin-Villanueva con empresas del grupo Cuferca. Entre otros, cuentas de gastos de la constructora y registros de importaciones a su nombre, con la actuación de la compañía Group Services & Transporte VIP, presidida por Esneidy Villanueva de Marín.
Marín actuó públicamente como un socio de Cuferca y prestó su apoyo durante conflictos laborales de trabajadores de esa empresa, según reportes de prensa. Su esposa, Esneidy Villanueva, aparecía como representante de varias empresas y/o cooperativas en Venezuela que antes habían sido propiedad del alcalde. También figuró como directora de tres firmas creadas en el estado de Florida, en Estados Unidos.

### Jhonny Marín Sanguino
Un hermano de Jhonnathan Marín, Jhonny Marín Sanguino, estuvo vinculado con un caso de extorsión a altos directivos de la empresa estatal Ferrominera del Orinoco, situación que fue denunciada en el año 2013, en Guayana, estado Bolívar.
También se le acusó a Marín de un pago que realizó Cuferca a un costoso abogado penalista (nombrado de pertenecer a una red de extorsión de una antigua gestión del Ministerio Público), por la defensa de su hermano Jhonny, el cual había sido imputado por varios delitos, incluyendo extorsión y porte de arma de fuego. Este último cargo fue descartado cuando un exjefe de la contrainteligencia, conocido en la región oriental, aseguró que el arma le pertenecía.

### Gestión en la Alcaldía de Guanta
El 25 de septiembre de 2019, Elvis Amoroso anunció que la Contraloría General de Venezuela inició procedimientos contra Marín por «ilícitas irregularidades que dañaron el patrimonio público durante su gestión». 
Según lo reseñado por la contraloría, se declaró la responsabilidad de Marín por irregularidades administrativas en los períodos fiscales 2013, 2014, el primer semestre de 2015 y 2019. Entre los años 2013 y 2019, se le aprobó un presupuesto de 388 millones 544 mil 836 bolívares (lo que equivale a 38 millones 854 mil 483 dólares). En ese período no presentó la documentación justificativa de las operaciones administrativas.
Amoroso señaló que la alcaldía de Guanta pagó 1 millón 630 mil 959 bolívares (163.000 dólares), por concepto de rehabilitación del parque La Sirena, pero las obras no se ejecutaron. Marín también descontó los montos del Seguro Social, y del fondo de jubilaciones y ahorro para vivienda de los trabajadores de la alcaldía, durante los ejercicios fiscales de 2019 y el primer semestre del 2015, lo que creó una deuda para la institución.
El 5 de junio de 2020, el contralor general de Venezuela, Elvis Amoroso, anunció la inhabilitación política por 15 años del exalcalde Jhonnathan Marín.

## Arresto en Estados Unidos
El 25 de abril de 2022, Jhonnathan Marín se presentó voluntariamente en una comisaría de la ciudad de Miami, solicitado por participar en un esquema de sobornos a cambio de contratos millonarios con Petróleos de Venezuela (PDVSA), en proyectos conjuntos con otras petroleras como Chevron, la francesa Total y empresas de China y Rusia. Sin embargo, quedó en libertad el mismo día al pagar una fianza de 100.000 dólares, según actas de la corte.
El 26 de octubre de 2022, Jhonnathan Marín fue condenado a 27 meses de prisión por el juez federal del sur de Florida, Robert Scola, por haber conspirado para cometer un delito contra Estados Unidos, a través de una trama de negocios corruptos con la empresa petrolera estatal PDVSA y algunas de sus subsidiarias. Es una pena que conlleva a cinco años de prisión, sin embargo, al final obtuvo una condena de 27 meses tras aceptar una moción propuesta por la fiscalía para que redujera su pena por «haber asistido de manera sustancial al gobierno estadounidense en otras investigaciones de corrupción». La fiscalía incluyó en su sentencia la devolución de 3,8 millones de dólares que Marín recibió como sobornos.
El 27 de octubre de 2022, el periodista estadounidense de Associated Press (AP), Joshua Goodman, habría informado a través de su cuenta Twitter, sobre la reducción sorpresiva de la condena a Jhonnatan Marín, sobre quien pesaba una pena máxima de 5 años, señalando que: 

Ahora resulta que, por conspirar en contra del gobierno de Nicolás Maduro, tiene un premio en la reducción de la misma.

Del mismo modo, afirmó que el abogado de Marín había dicho que: 

El exalcalde dedicó dinero, tiempo y conexiones cercanas para ayudar a la oposición, respaldada por Estados Unidos, a reemplazar a Maduro.

Incluso se detalla que Marín mantuvo relaciones para iniciar una conversación con Leopoldo López (Coordinador Nacional del partido Voluntad Popular), Carlos Vecchio (dirigente de Voluntad Popular) y Julio Borges (expresidente ante la Asamblea Nacional y fundador del partido Primero Justicia).

## Denuncia de atentado contra funcionarios públicos
El 2 de febrero de 2023, funcionarios de la Policía Nacional Bolivariana del estado Nueva Esparta detuvieron a Edgar Alexander Guzmán Granadino y Luis Aquiles Rojas Velásquez, sujetos implicados en un intento de asesinato de varios altos funcionarios del Ministerio Público (MP), ordenado por Jhonatan Marín. En el plan de asesinato estaba incluido el Fiscal General de la República, Tarek William Saab; Dalia Vega, directora del despacho del Fiscal, y Rafael Vega, delegado de la Defensoría del Pueblo de Anzoátegui.
El procedimiento se realizó cumpliendo la orden de aprehensión del Tribunal 4.º Nacional Contra el Terrorismo, mientras que la Dirección General de Derechos Humanos del Ministerio Público comisionó a dos fiscales nacionales, a fin de adelantar el caso, con el propósito de librar las respectivas órdenes de aprehensión a que haya lugar.
Durante las investigaciones, se logró la extracción de conversaciones a Edgar Guzmán, quien Marín presuntamente le abría dado precisas órdenes de «contratar por la cantidad de 50.000 dólares a unos gatilleros colombianos para ejecutar dichos atentados».